# 拉多尼亞 (北卡羅萊納州)
拉多尼亞（英語：Ladonia）是位於美國北卡羅萊納州薩里縣的非建制地區。

## 歷史
拉多尼亞的郵局於1887年設立，其後於1938年停運。

## 地理
拉多尼亞所處的海拔為高於海平面379米（即1243英呎），而該地所採用的時區為UTC-5，即北美东部时区（EST）。同時該地設有夏令時間，為UTC-5調快一小時，即UTC-4（EDT）。